# 根津神社

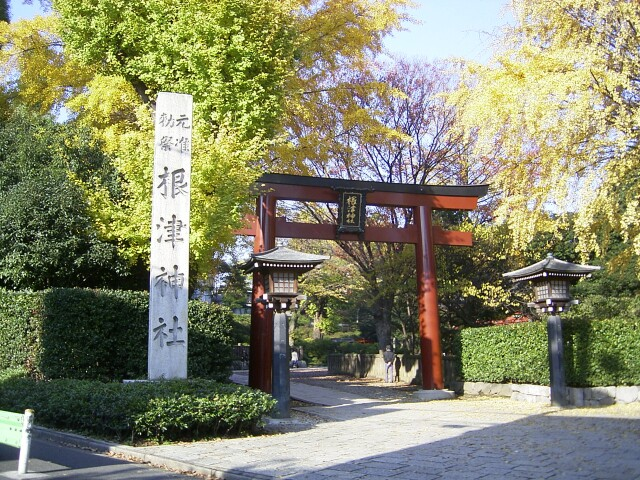
表参道鳥居
社号票の揮毫は平田東助内務大臣

根津神社（ねづじんじゃ）は、東京都文京区根津にある神社。旧社格は府社で、元准勅祭社（東京十社）。つつじの名所として有名。

## 概要
日本武尊が1900年近く前に創祀したと伝える古社で、東京十社の一社に数えられている。
現在の社殿は宝永3年（1706年）、甲府藩主の徳川綱豊（後の江戸幕府第6代将軍徳川家宣）が献納した屋敷地に造営されたものである。権現造（本殿、幣殿、拝殿を構造的に一体に造る）の傑作とされている。社殿7棟が国の重要文化財に指定されている。
境内はツツジの名所として知られる。また根津神社の近くには、森鷗外が文京区に移住してから最初に住み、後に夏目漱石が住んだこともある千朶山房（せんださんぼう）や、鷗外が後半生に暮らした観潮楼（かんちょうろう）が近かったこともあり、これらの文豪に因んだ旧跡も残されている。特に鷗外は根津神社の氏子で、小説『青年』に「根津権現」として登場するなど縁があり、2021年に閉館した旅館「水月ホテル鷗外荘」（台東区池之端）で使用されていた鷗外の旧邸も根津神社に移築されることになった。

## 社名
根津神社は、江戸時代には山王神道の権現社であり、当時は「根津権現」とも称された。この呼称は明治初期の神仏分離の際に「権現」の称が一時期禁止されたために衰退したが、地元では現在も使われる場合がある。単に「権現様」とも称される。文学作品では「根津権現」として出てくることが多い。

## 祭神
主祭神
- 須佐之男命（すさのおのみこと）
- 大山咋神（おおやまくいのかみ）
- 誉田別命（ほんだわけのみこと）

神仏習合下での垂迹神と本地は以下の通り。
|              | 垂迹神（旧称） | 本地           |
| ------------ | -------------- | -------------- |
| 根津三所権現 | 素盞烏尊       | 十一面観音菩薩 |
| 根津三所権現 | 山王大権現     | 薬師如来       |
| 根津三所権現 | 八幡大菩薩     | 阿弥陀如来     |

相殿
- 大国主神 （おおくにぬしのかみ）
- 菅原道真公 （すがわらのみちざねこう）

## 歴史
『根津志』によれば、「抑根津大権現往古勧請の年歴を知らず。駒込惣鎮守ニて千駄木村に鎮座し給ふ。神躰は素盞烏尊本地十一面観世音菩薩、 相殿二社山王大権現本地薬師如来、八幡宮本地阿弥陀如来、是を根津三所大権現と申奉る。中頃太田道灌入道持資の再興ともいふ。」と記され、1900年ほど前に日本武尊が千駄木に創祀したとされ、文明年間（1469年-1486年）には太田道灌により社殿が造られたと伝わる。
江戸時代になると、天台宗の医王山正運寺昌泉院が神宮寺（別当）を務め、根津大権現の社は山王神道の権現社となった。主祭神の素盞烏尊は十一面観音菩薩を本地仏として祀られ、相殿に祀られた山王大権現（本地仏は薬師如来）や八幡神（本地仏は阿弥陀如来）と合わせて根津三所権現とも呼ばれた。
万治年間（1658年-1661年）に同所が太田氏の屋敷地となったため東方に移り、のちさらに団子坂上（現文京区立本郷図書館周辺、元根津）に遷座した。また、『江戸名所記』（寛文2年/1662年刊）には、「根津権現は不寝（ねず）権現であり、諸神の寝ずの番衆であろう」と記されている。
根津神社が現在の姿を整えたのは、江戸幕府第5代将軍の徳川綱吉の治下にあった宝永3年（1706年）である。当時嗣子のなかった綱吉は、甥で甲府藩主の綱豊（綱吉の兄・綱重の子）を世嗣に定めたが、根津にあった甲府徳川家の江戸屋敷で出生した綱豊は根津権現を産土神としていたことから、綱豊が江戸城へ移る際に藩邸跡を根津権現へ献納し、社殿を造営したのである。工事には諸大名が動員され、社殿造営は天下普請と言われた。そのため、綱豊から改名した家宣とその実子の家継が第6代・第7代将軍としてそれぞれ在職した時期、根津権現は徳川将軍家の崇敬を集めた。特に、正徳4年（1714年）9月21日に実施された例祭では、江戸城内に神輿が入ることを許されたため、天下祭の一つに挙げられた。しかし、家継没後に紀州徳川家出身の徳川吉宗が第8代将軍に就任すると、享保の改革の一環で、例祭は公営から民営に切り換えられ、地味なものになった。
その後の明治維新では、神仏分離・廃仏毀釈によって、山王神道に基づく根津権現の祭祀は廃され、当時の国家神道に基づき、本殿にはスサノオ、大山咋神、八幡神を、相殿には大国主と菅原道真を祀る形式へ強制的に改組された。
また、帝国大学の移転にともない、江戸時代から門前に形成されていた根津遊廓は明治21年（1888年）6月末に廃され、江東区の洲崎遊廓へと移転した。

## 境内

### 社殿
社殿は江戸幕府第5代将軍・徳川綱吉による造営で、本殿・幣殿・拝殿が1つにまとめられた権現造の形式である。

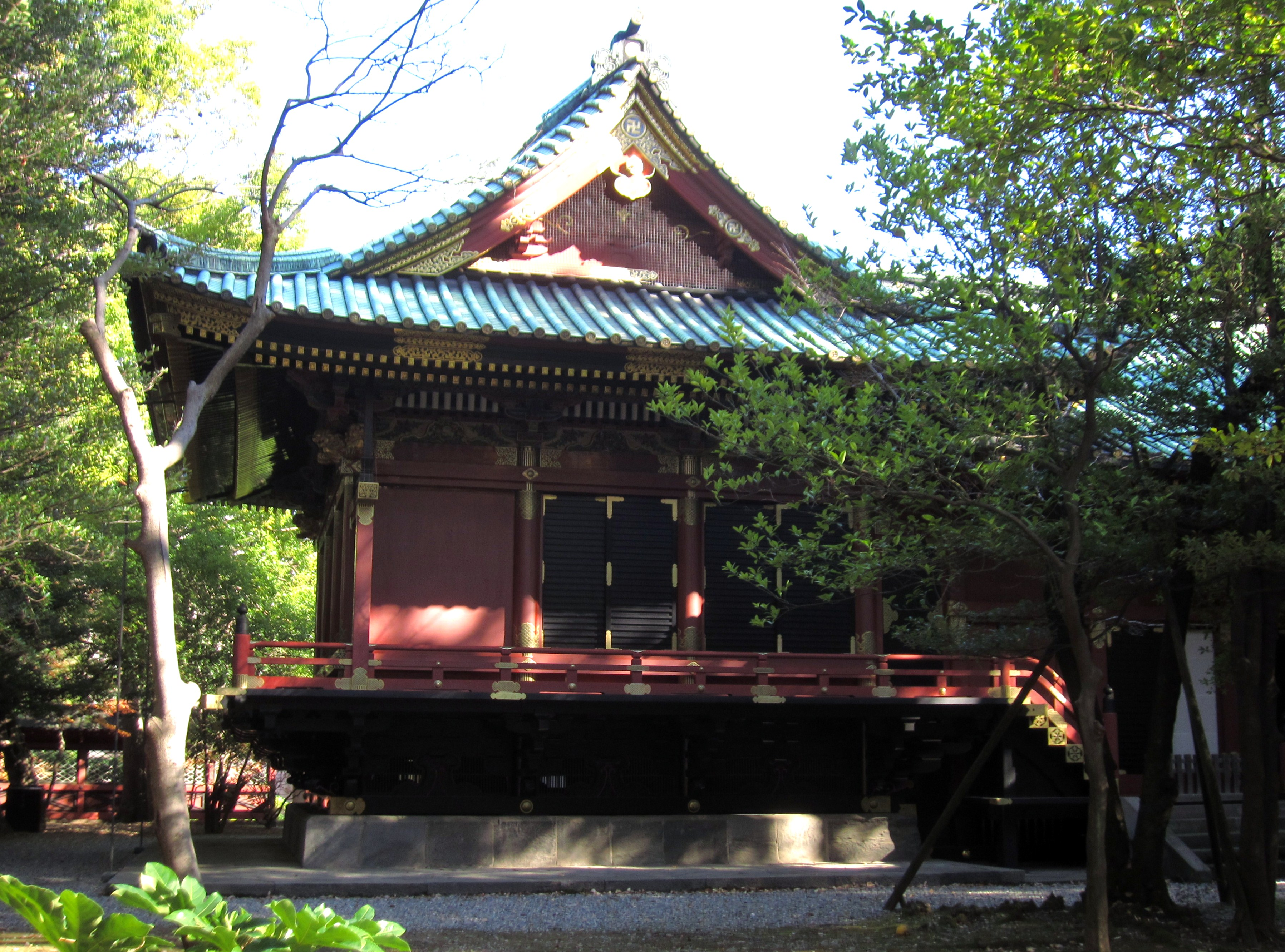
本殿（重要文化財）
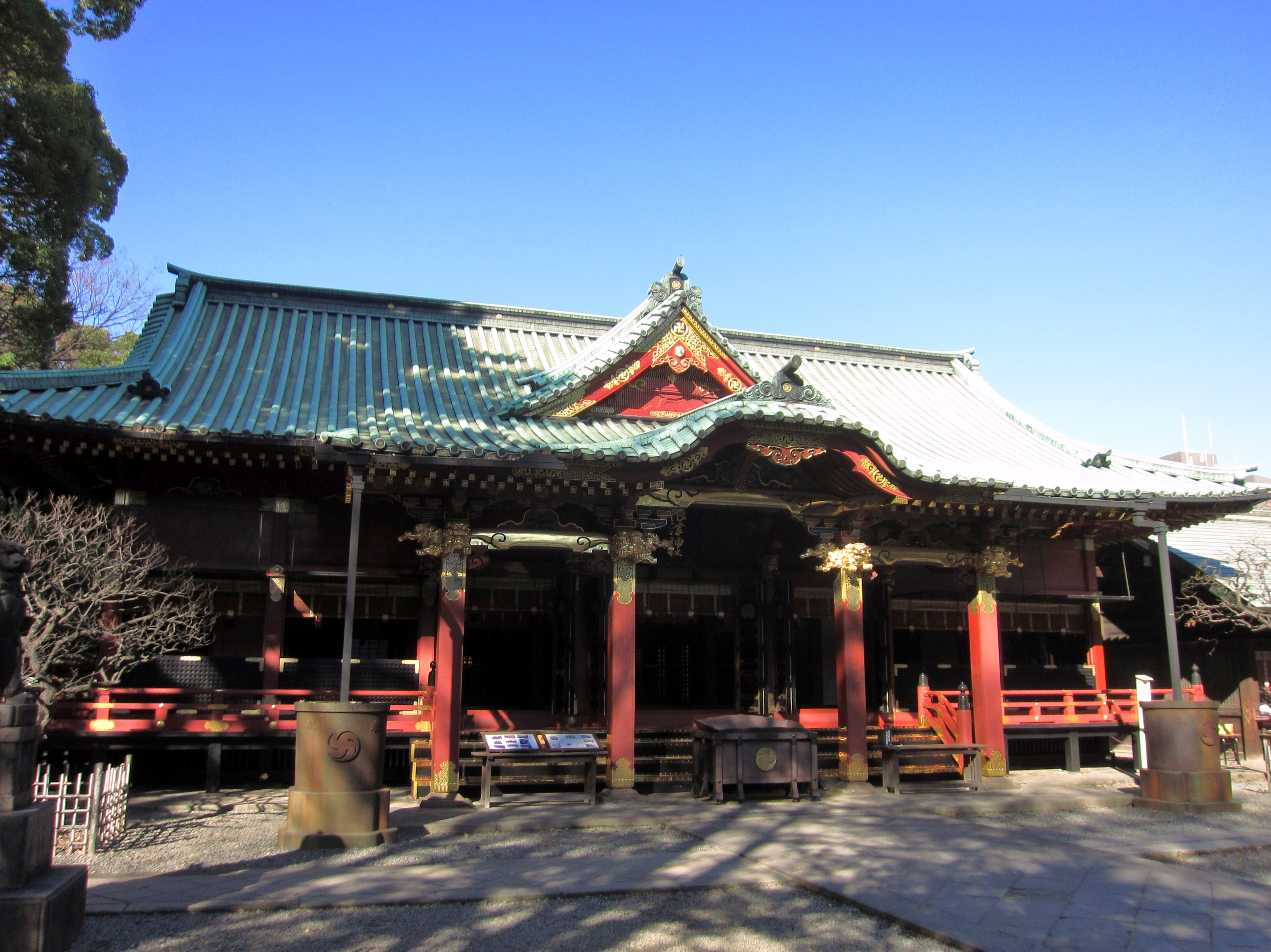
拝殿（重要文化財）
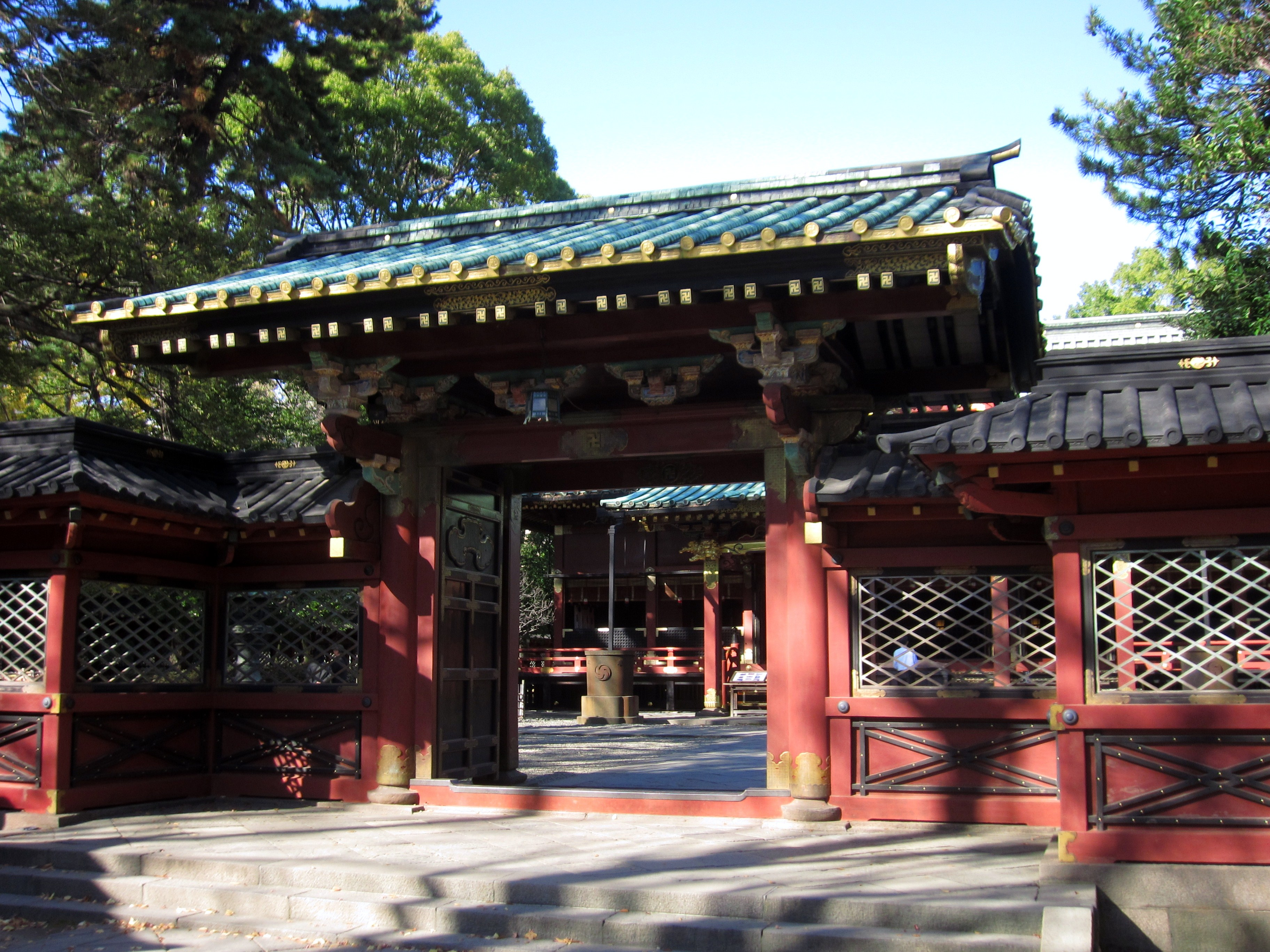
唐門と透塀（ともに重要文化財）
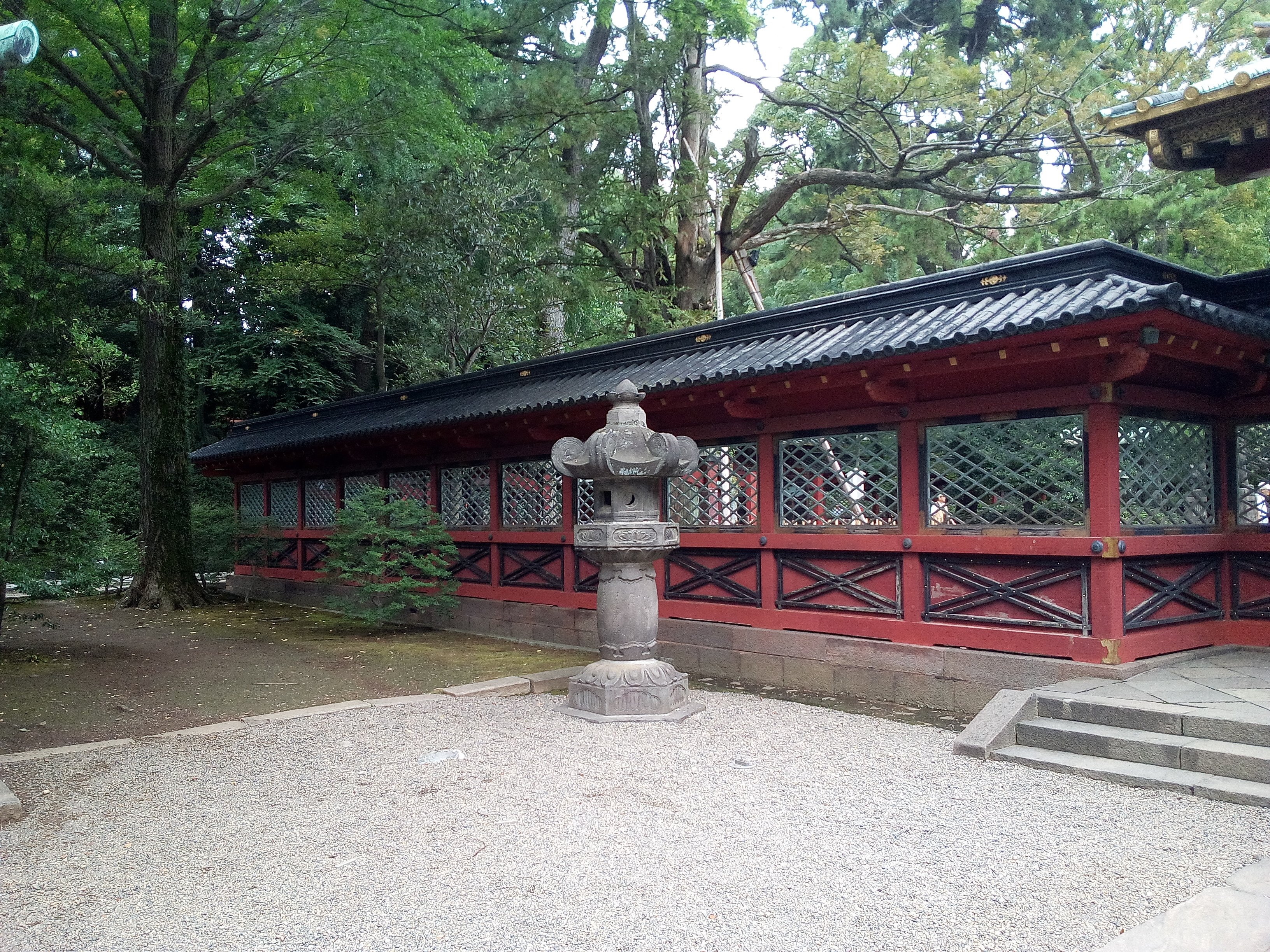
透塀（重要文化財）
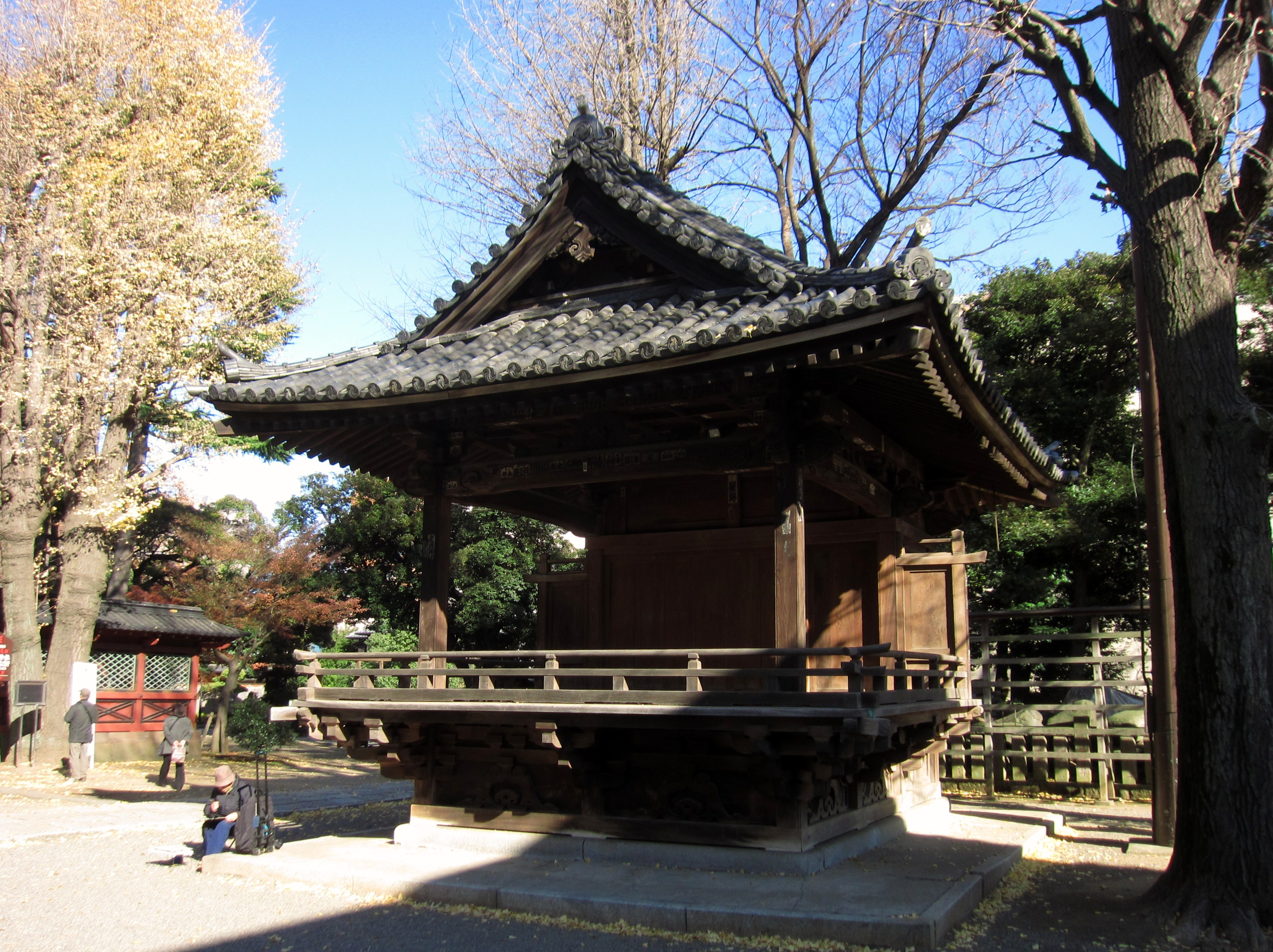
神楽殿
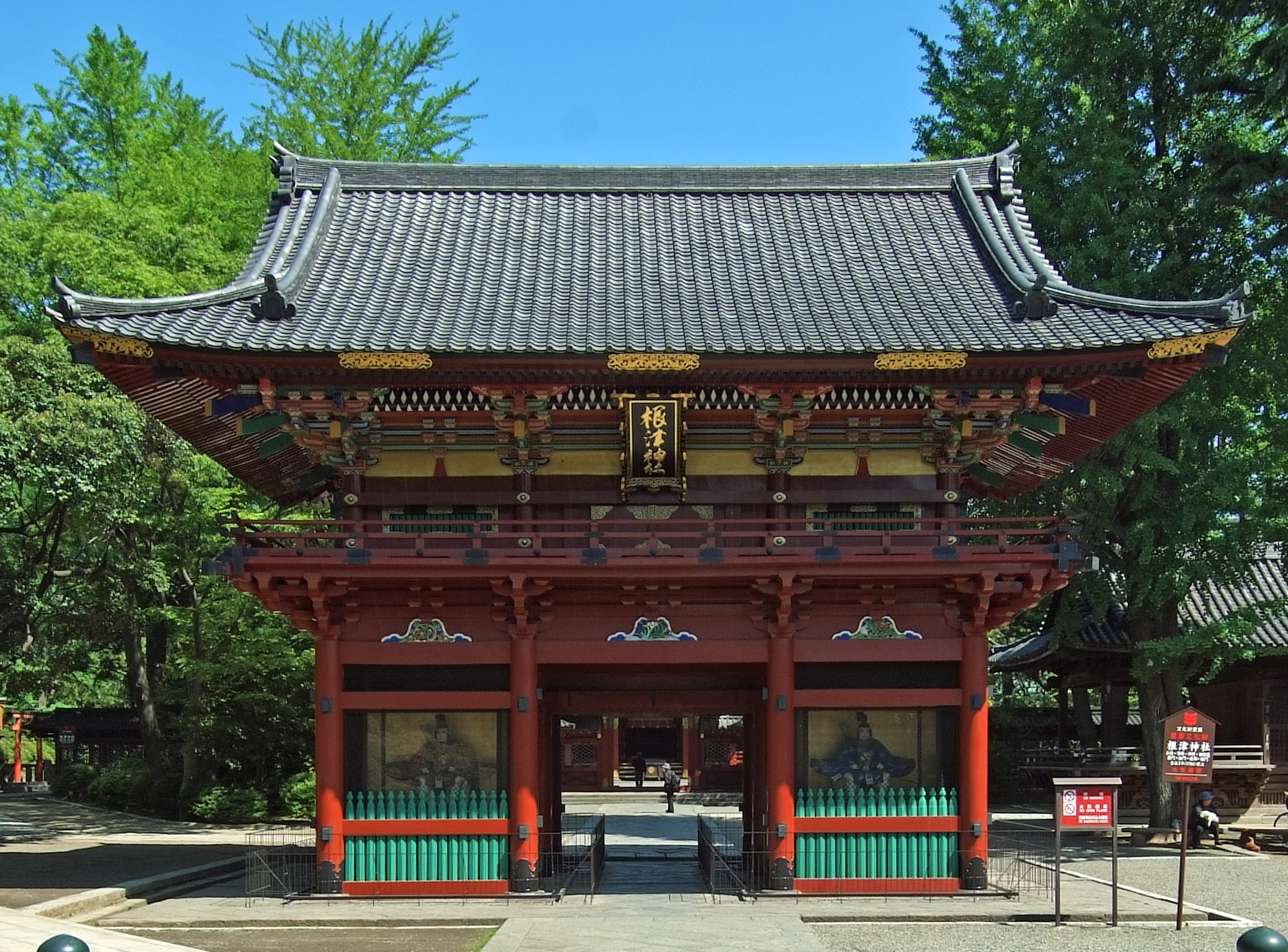
楼門（重要文化財）
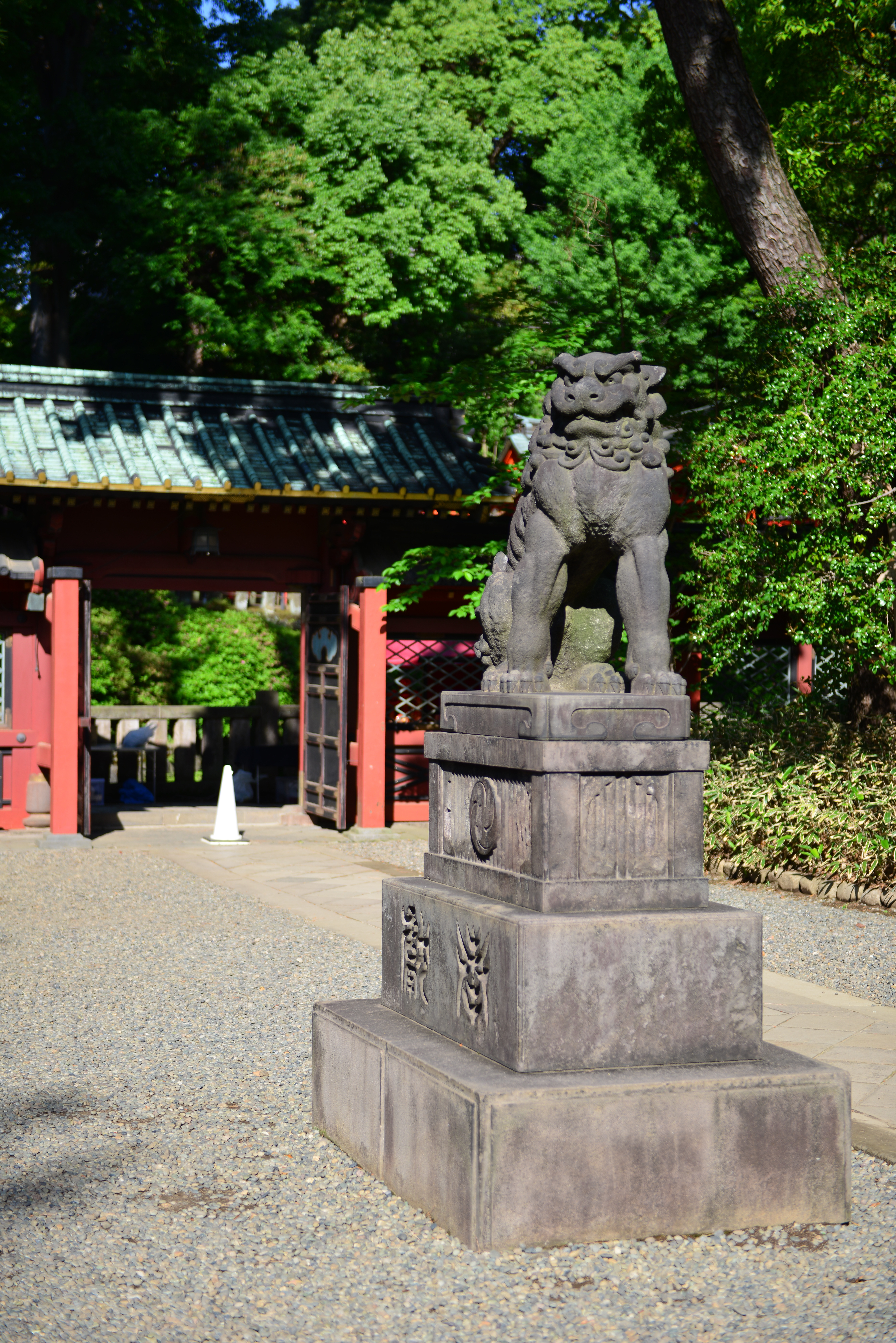
狛犬

### 摂末社
- 乙女稲荷神社 - 祭神：倉稲魂命

根津神社の遷座時、境内西側の傾斜面（つつじが岡）の中腹に洞を穿つ形で祀られた。
- 駒込稲荷神社 - 祭神：伊弉諾命、伊弉冊命、倉稲魂命、級長津彦命、級長戸辺命

寛文元年（1661年）鎮座。旧甲府藩邸時代の守り神として祀られたもので、本殿の遷座に伴って末社となった。浜離宮内の稲荷神社の分祀元。

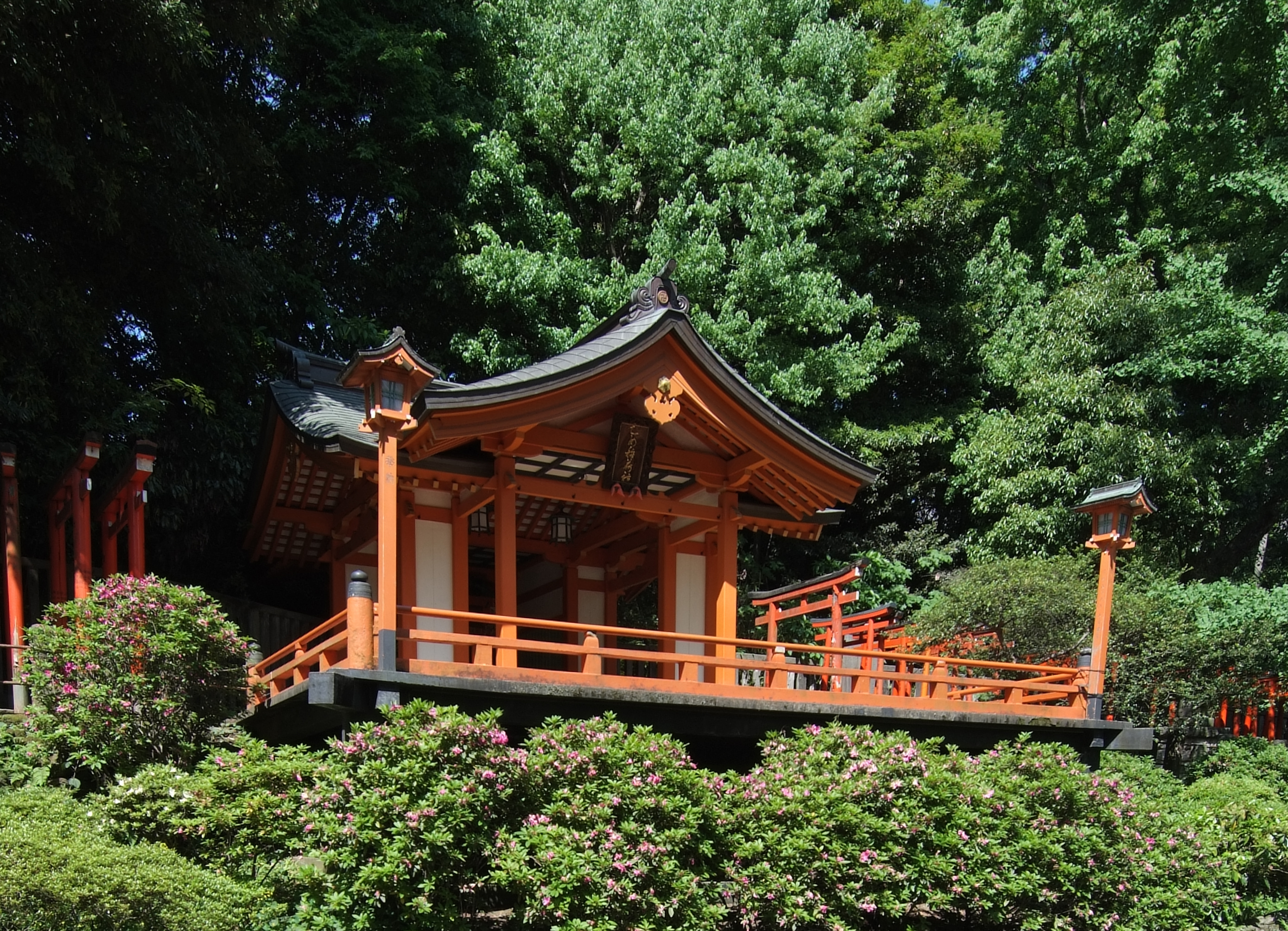
乙女稲荷神社
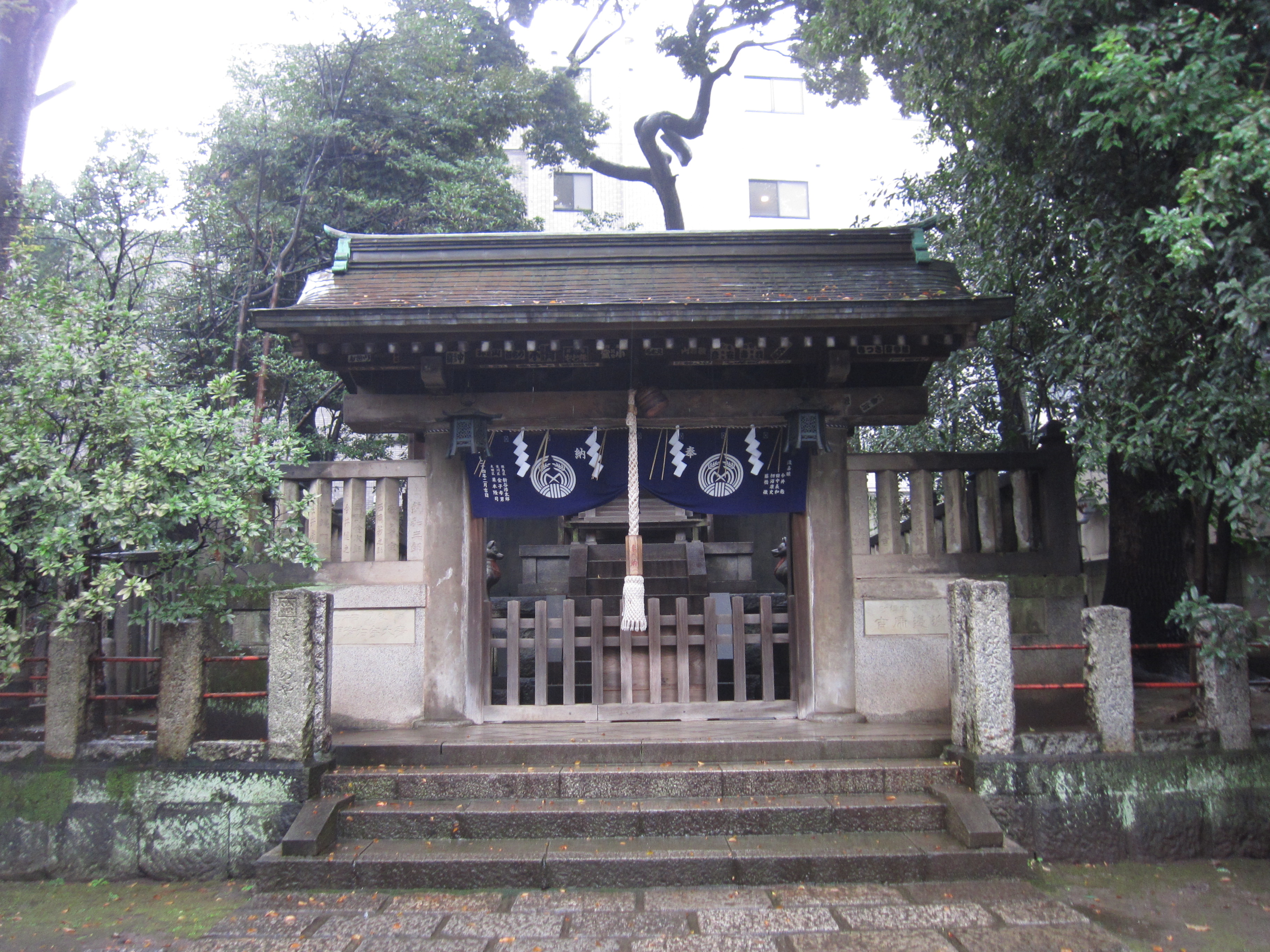
駒込稲荷神社

### その他
- 徳川家宣胞衣塚 - 当社遷座前、甲府藩邸時代に甲府徳川家嫡子・綱豊（のちに甲府藩主を経て6代将軍家宣となる）の胞衣（胎児を包んだ膜と胎盤）を埋めた時のもの。
- 塞大神碑 - 本郷追分（東大農学部前の中山道・日光御成街道分岐路）に祀られていた道祖神が立っている。
- 家宣の産湯井戸（非公開）
- 庚申塔 - 六基。近隣の町の辻にあったものが道路拡幅などで撤去されたのを引き取ったもの。
- つつじ園 - 旧藩邸時代に家宣が植えたのが最初。現在も栽培されており、開花期（春-初夏）には一般開放されている。
- 森鷗外旧邸 - 2021年（令和3年）に閉店した旅館「水月ホテル鷗外荘」（台東区池之端）にあった建物で、閉店後に移築を引き受けることになり、根津神社の総代会の全会一致で移築が決定した[3]。この建物は鷗外が最初の妻の赤松登志子と1889年5月から住んでいた邸宅で、1890年11月の離婚の直前の文京区への転居まで居住していた[3]。1946年（昭和21年）に旅館の創業者が隣接する旧邸を買い取った[3]。旅館「水月ホテル鷗外荘」での解体工事は2022年10月3日から始まり、根津神社境内東側への移設が検討されている[3]。

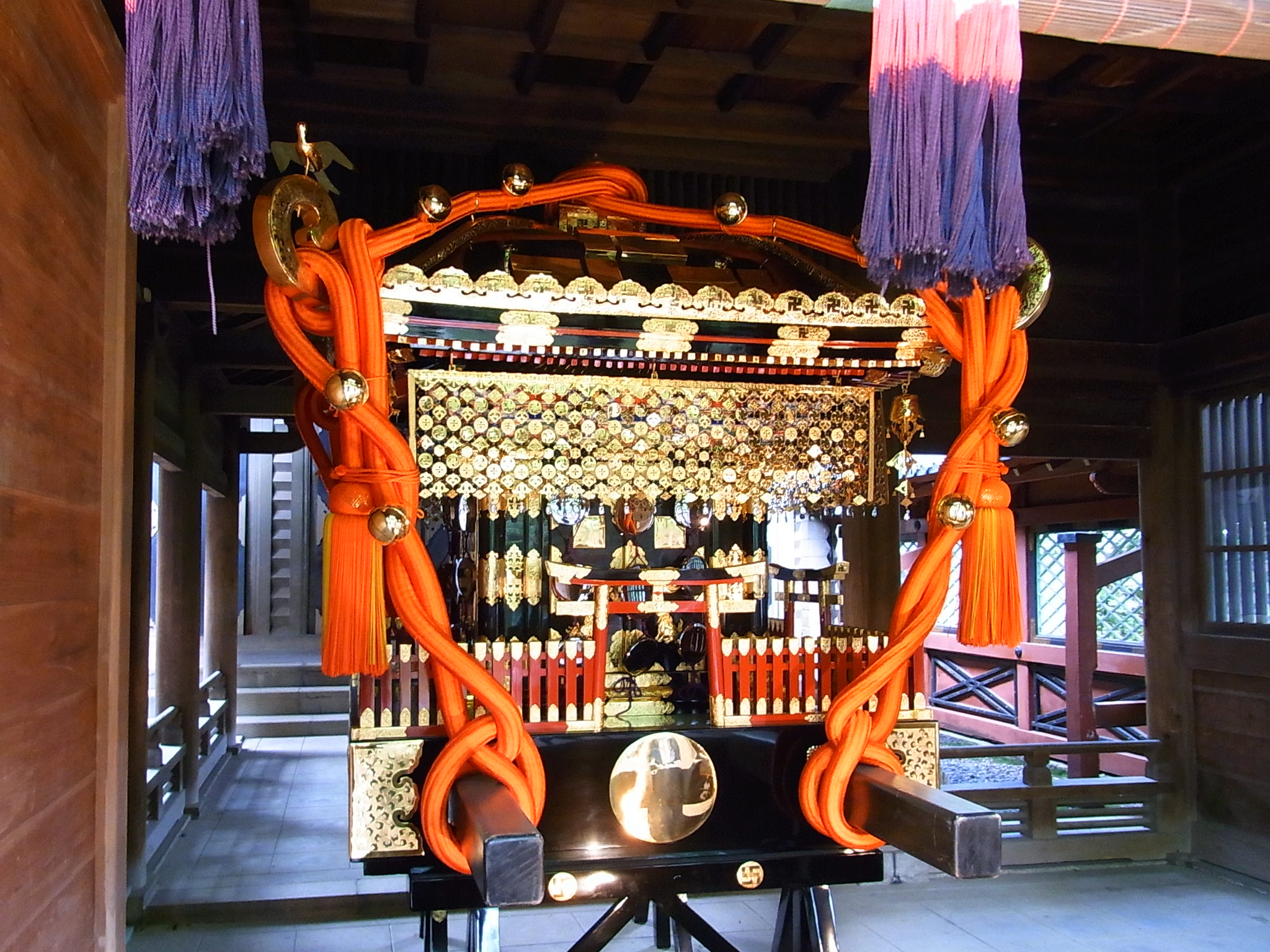
正徳4年（1714年）六代将軍徳川家宣公奉納の神輿（2010年4月24日撮影）
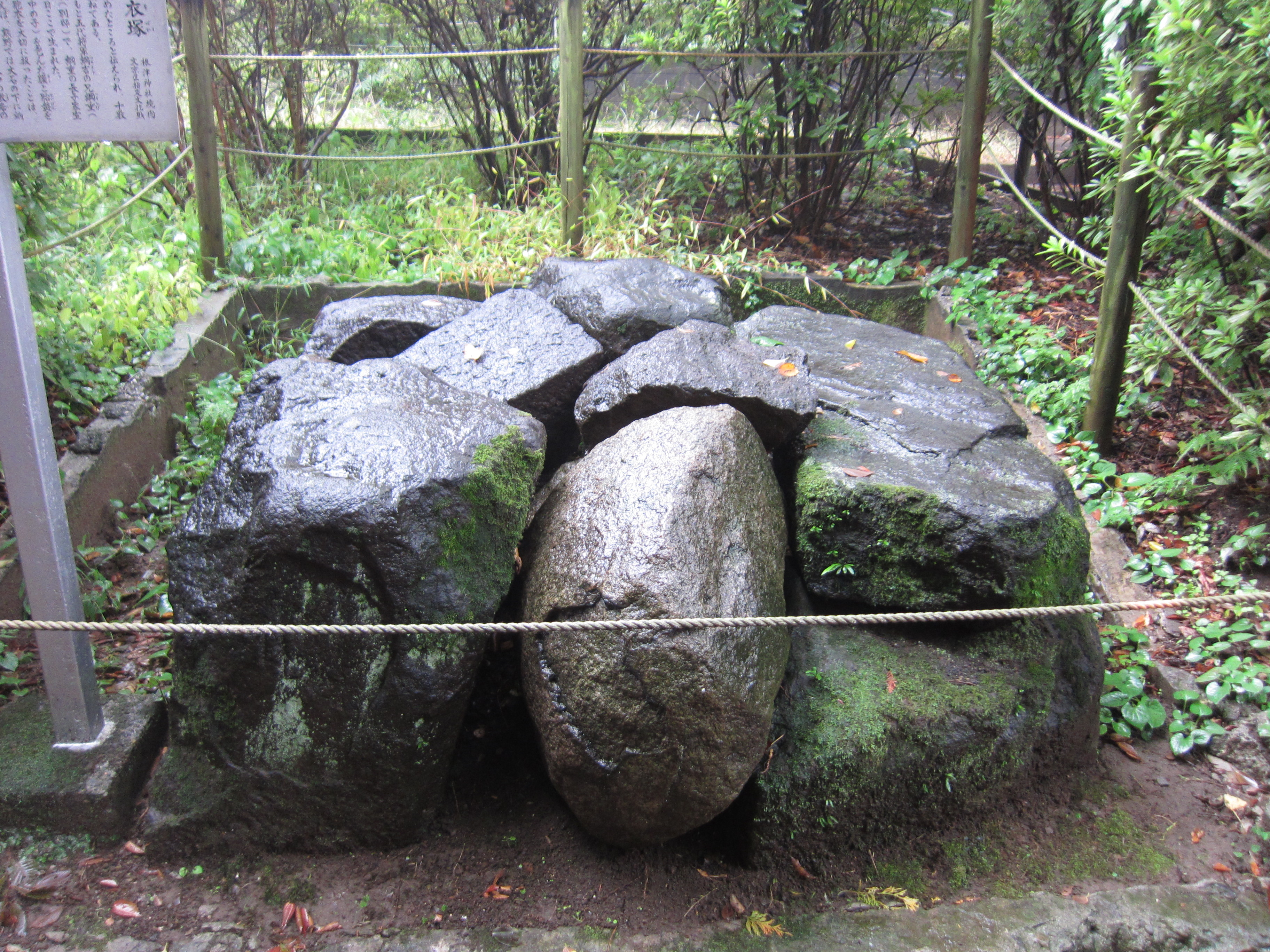
徳川家宣胞衣塚（区指定文化財）
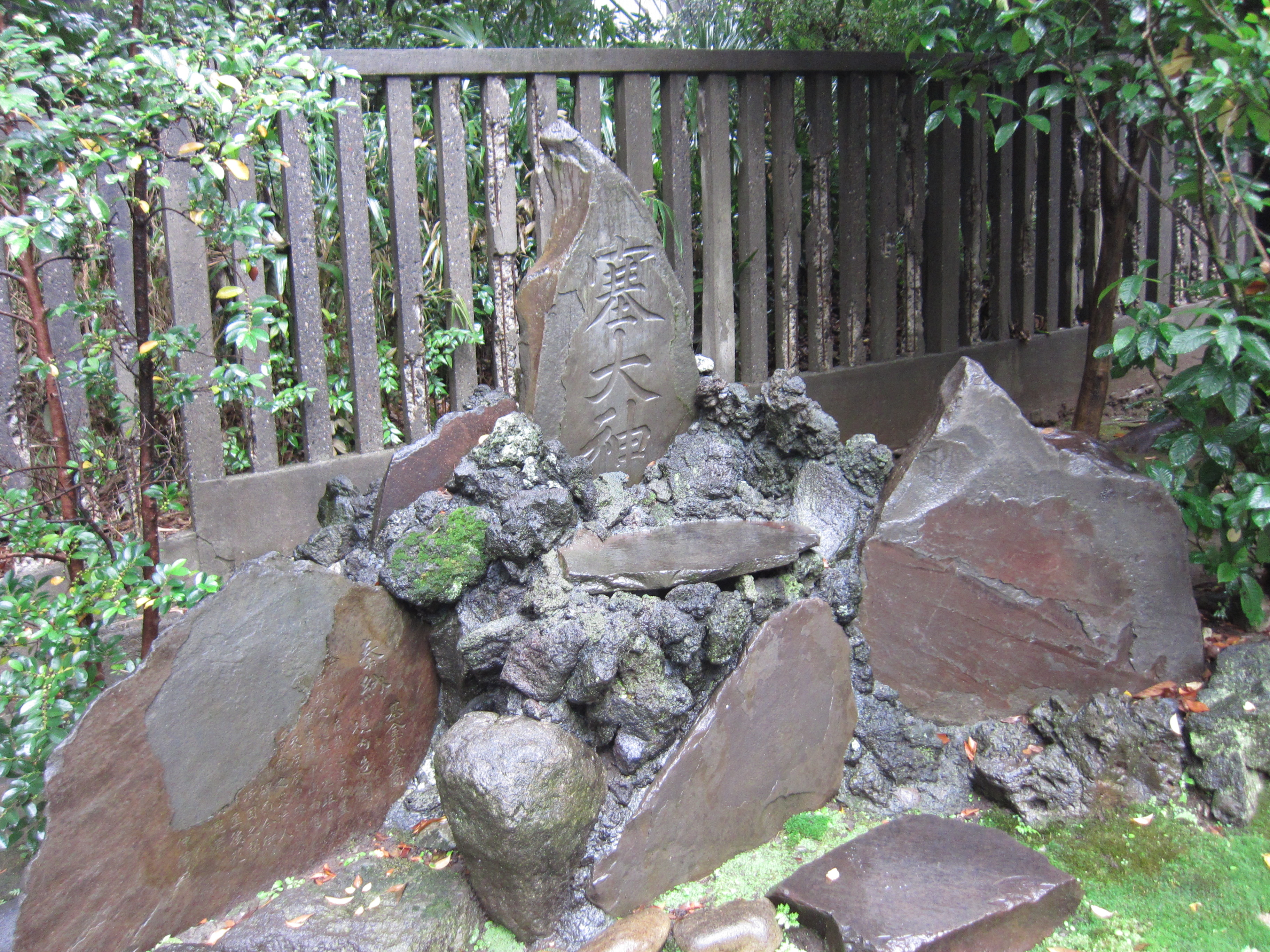
塞大神碑

## 祭事
- 1月
  - 初詣（1月1日）
- 2月
  - 節分（2月3日）
- 4月-5月
  - つつじまつり
- 6月
  - 大祓
- 9月
  - 例大祭神賑行事（9月17日-18日）
  - 例祭式（9月21日）
- 10月

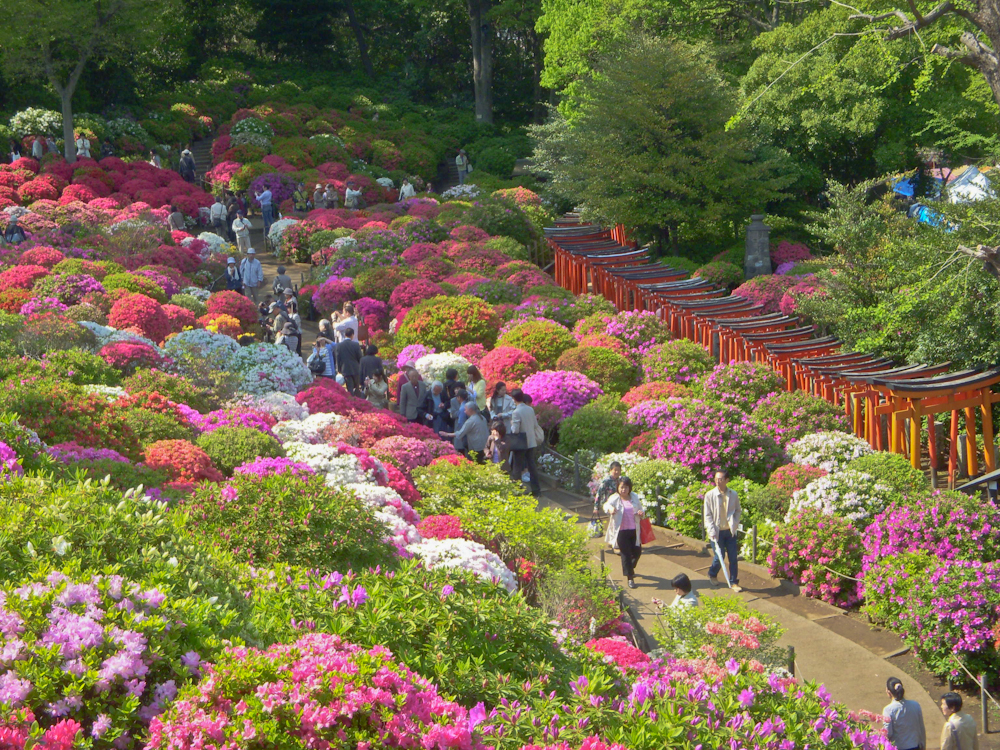
つつじまつりの様子

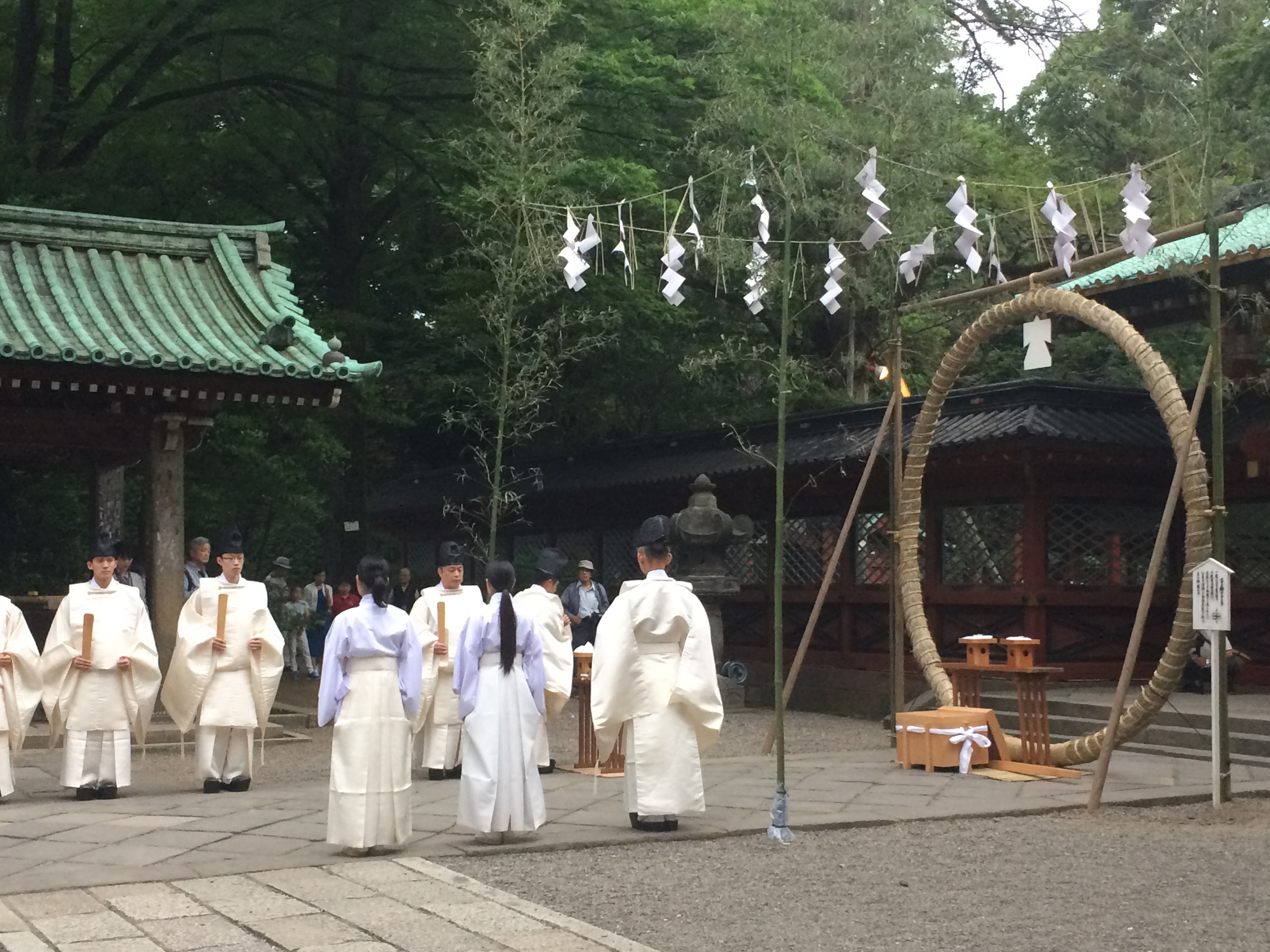
大祓

  - 根津・千駄木下町まつり（10月20日頃）
- 11月
  - 七五三詣
  - 新嘗祭（11月23日）
- 12月
  - 大祓（12月31日）

## 文化財

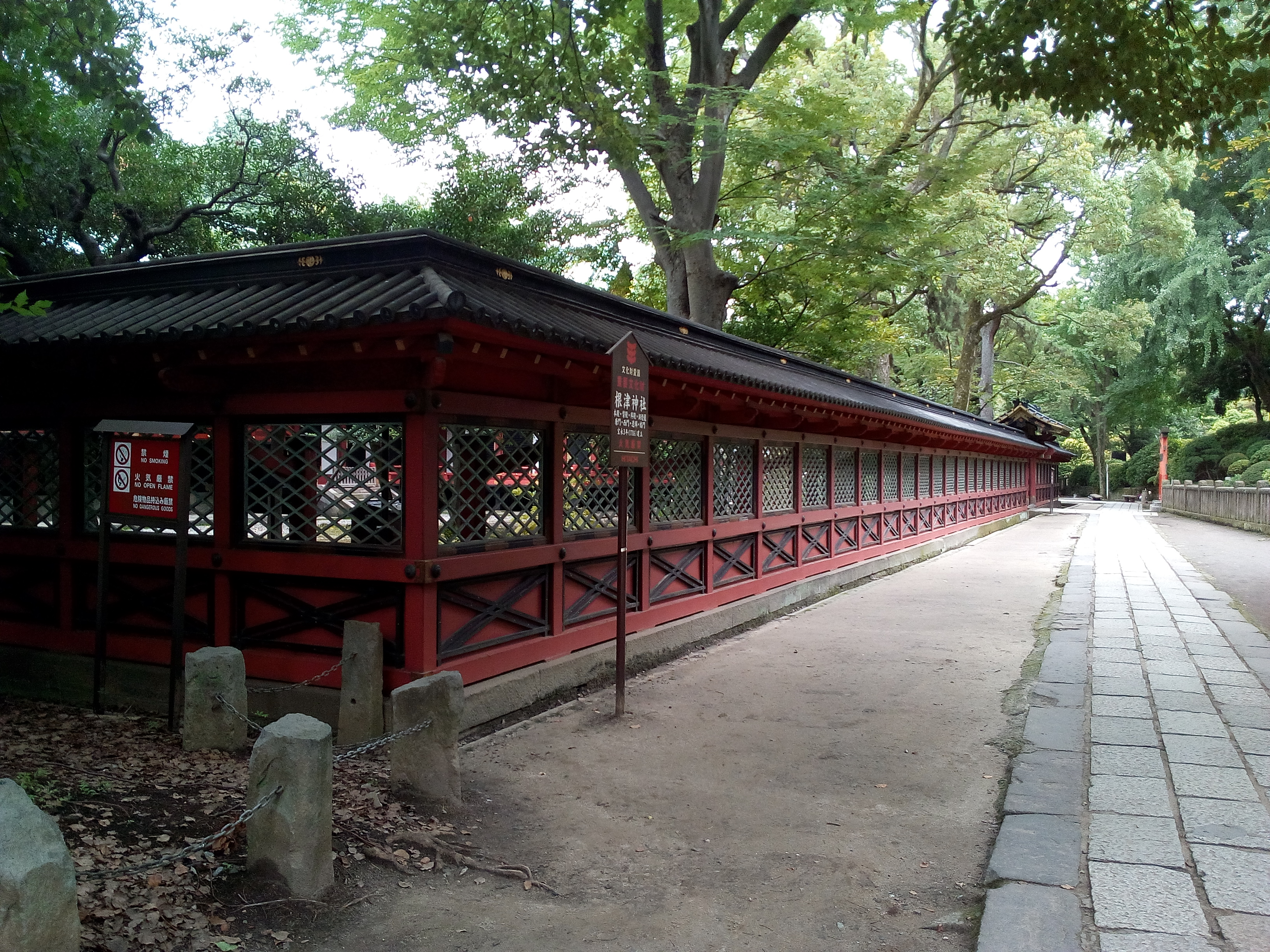
透塀（西門北方

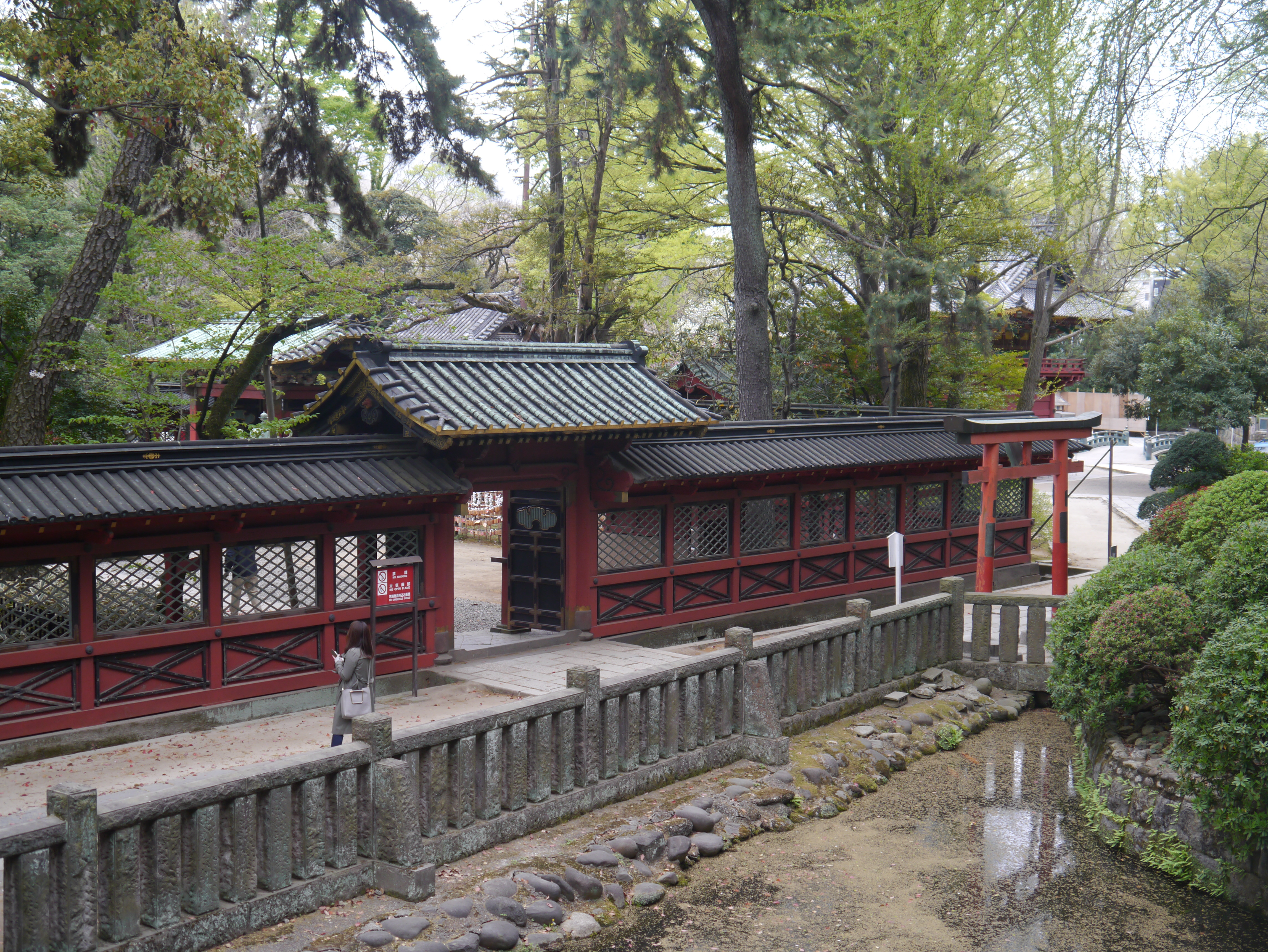
西門

### 重要文化財
建造物
- 根津神社 7棟
  - 本殿・幣殿・拝殿（1棟）
  - 唐門[7]
  - 西門[8]
  - 透塀（3棟）（唐門東方[9]、唐門西門間[10]、西門北方[11]）
  - 楼門[12]
  - （附指定）銅灯籠2基

工芸品
- 太刀 銘長光
- 太刀 銘備州長船秀光　康暦二年二月 日

### 文京区指定文化財
- 神楽面 16面（彫刻） - 平成6年指定
- 神輿 3基（附 獅子2頭）（工芸） - 昭和55年指定

正徳4年（1714年）、遷宮記念の大祭（天下祭、宝永祭）において奉納されたもの。神輿の巡行に際して、獅子が行列を先導した。
- 徳川氏朱印状 8通（古文書） - 昭和49年指定
- 徳川家宣胞衣塚（有形民俗） - 昭和49年指定

## 氏子地域
文京区根津
文京区千駄木一～二丁目全域、三丁目37～51
文京区本駒込一丁目2～4･9～25、二丁目1～9･13～17（このうち旧駒込曙町の部分）、三丁目1～9（このうち旧駒込浅嘉町の部分）
文京区向丘
文京区弥生
文京区本郷五丁目30～32（このうち旧本郷森川町の部分）、六丁目全域
文京区西片二丁目23～25
台東区池之端一丁目2～6・二丁目全域

## 現地情報
所在地
- 東京都文京区根津一丁目28番9号

交通アクセス
- 東京メトロ千代田線 根津駅・千駄木駅（各駅とも徒歩5分）
- 東京メトロ南北線 東大前駅（徒歩5分）
- 都営三田線 白山駅（徒歩10分）

周辺
- 日本医科大学
- 団子坂上 - 現在の文京区立本郷図書館や東洋大学のある辺りが当社の旧鎮座地で、「元根津」とも呼ばれる。

## 登場作品
- 森鷗外『青年』

- 森鷗外『細木香以』[13]

- 高村光雲『幕末維新懐古談』

- 岡本綺堂『半七捕物帳（柳原堤の女）』

- 夏目漱石『道草』

- 尾崎放哉『入庵雑記』

- 岡本綺堂『深見夫人の死』 - 下記引用以外にも多数の記述あり

- 寺田寅彦『柿の種』

- 佐々木味津三『旗本退屈男（第三話）後の旗本退屈男』

- 宮本百合子『田端の汽車そのほか』

- 林不忘『丹下左膳（乾雲坤竜の巻）』

- 三遊亭圓朝（鈴木行三校訂・編纂）『敵討札所の霊験』

- 夢野久作『東京人の堕落時代』

- 武田泰淳『目まいのする散歩』

## ドラマ
テレビ朝日で放送されている相棒season18第14話「善悪の彼岸～ピエタ」にて出てくる千駄木神社は、根津神社で撮影された。